# Tolpis virgata
Tolpis virgata là một loài thực vật có hoa trong họ Cúc. Loài này được (Desf.) Bertol. miêu tả khoa học đầu tiên năm 1803.